# Arnaldo Otegi
Arnaldo Otegi Mondragón (Elgóibar, Guipúzcoa, 6 de julio de 1958) es un político español de ideología independentista vasca y marxista encuadrado en la izquierda abertzale. Es coordinador general de Euskal Herria Bildu desde 2017 y miembro de Sortu; anteriormente militó en Batasuna y Herri Batasuna. En 1977 ingresó en la organización terrorista ETA político-militar, desde donde pasó a ETA militar en 1981 para más tarde abandonar la organización.
De 1995 a 2005 fue parlamentario vasco por Herri Batasuna y Euskal Herritarrok, declarados ilegales en España en 2003 junto con Batasuna por estar bajo la tutela de ETA. Ha sido encarcelado en cinco ocasiones; la última, en 2009 por un delito de pertenencia a banda armada en el polémico caso Bateragune, juicio que en 2018 el Tribunal Europeo de Derechos Humanos dictaminó que no fue justo y que careció de imparcialidad.
Arnaldo Otegi es una figura controvertida en la política española debido a su vinculación con ETA. Fue uno de los impulsores del Pacto de Estella, que llevó a ETA a declarar una tregua «incondicional e indefinida», y también se reunió en secreto en varias ocasiones con Jesús Eguiguren, del Partido Socialista de Euskadi (PSE-EE), para facilitar un proceso de paz que llevase al fin de la violencia. Las negociaciones fracasaron y varios medios criticaron a Otegi por acatar las directrices de ETA tras la reactivación de la actividad terrorista. No obstante, Otegi se ha pronunciado en numerosas ocasiones a favor del final de la violencia y fue una figura decisiva en el proceso que en 2011 llevaría a ETA al anuncio del «cese definitivo de su actividad armada». En 2012 pidió «sus más sinceras disculpas» a las víctimas de ETA y afirmó que sentía «de corazón» si había añadido «un ápice de dolor, sufrimiento o humillación a las familias de las víctimas». También se manifestó a favor del desarme y la disolución de ETA.
Algunos políticos, entre otros el expresidente del Gobierno de España José Luis Rodríguez Zapatero (PSOE), Pablo Iglesias (Podemos) o Josu Erkoreka (PNV), han identificado a Otegi como un elemento clave para la paz en el País Vasco; y alguna vez ha sido comparado con la figura de Gerry Adams en Irlanda del Norte. Otros, en cambio, como el expresidente Mariano Rajoy (PP) o Albert Rivera (Cs), han rechazado frontalmente esta afirmación, aludiendo a las numerosas condenas de Otegi por apología del terrorismo y colaboración con ETA.

## Biografía
Arnaldo Otegi nació en la localidad guipuzcoana de Elgóibar, en el País Vasco, donde conoció a Julia Arregi Gorrotxategi, con quien se casó y tuvo un hijo, Hodei, y una hija, Garazi. 

### Militancia en ETA
En 1977 huyó a Francia desde su localidad natal, tras conocerse su vinculación con un comando de ETA político-militar (ETA-pm) responsable de la explosión de una gasolinera, de robos de vehículos a mano armada y del asalto al gobierno militar de San Sebastián, así como de varios robos más y la liberación de un miembro de ETA internado en un hospital. En febrero de 1979 participó en el secuestro del director de Michelín en Vitoria, Luis Abaitua, quien permaneció retenido oculto en una cueva de Elgóibar durante diez días. En 1983 fue detenido en Francia. Tras la división de ETA-pm, uno de los sectores de dicha organización, conocido como «ETA-pm (VIII) pro-KAS» o milikis y al que pertenecía Otegi, se incorporó a ETA militar en febrero de 1984. El 8 de julio de 1987, tras ser detenido de nuevo en Francia, Otegi fue entregado a las autoridades españolas en el puesto fronterizo de Hendaya. 
En enero de 1989 la miembro vascofrancesa de ETA-pm Françoise Marhuenda acusó a Otegi del secuestro en 1979 del entonces secretario general de UCD Javier Rupérez, pero fue absuelto al no ser identificado por Rupérez como uno de sus captores. Sin embargo, el 21 de febrero del mismo año fue encontrado culpable del secuestro de Abaitua y condenado a seis años de cárcel. En octubre de 1990 fue puesto en libertad provisional tras haber cumplido la mitad de su condena. Ese mismo año también fue absuelto del atentado e intento de secuestro del entonces diputado de UCD Gabriel Cisneros. En septiembre de 1991 ingresó en prisión para terminar de cumplir la condena por el secuestro de Abaitua hasta mayo de 1993. Durante su estancia en prisión se licenció en Filosofía y Letras.

### Herri Batasuna
En las elecciones autonómicas del 23 de octubre de 1994 se presentó en séptimo lugar en las listas de Herri Batasuna (HB) por Guipúzcoa, sin conseguir el acta de parlamentario al obtener la lista de HB seis escaños por esta circunscripción. El 27 de septiembre de 1995 accedió al Parlamento Vasco al sustituir a la diputada Begoña Arrondo. 
En noviembre de 1997 una sentencia del Tribunal Supremo condenó a siete años de cárcel a los miembros de la Mesa Nacional de HB por haber intentado difundir un vídeo de ETA en el spot publicitario de su candidatura a las elecciones generales de 1996. A causa de la inminente encarcelación de los miembros de la Mesa Nacional, Joseba Permach y Otegi fueron elegidos miembros de la nueva dirección provisional de HB.
El 12 de septiembre de 1998 Otegi participó en la firma del Pacto de Estella, que proponía solucionar el denominado «conflicto vasco» mediante el inicio de un proceso de diálogo sin «condiciones previas» y una segunda fase que exigiría una «ausencia permanente de todas las expresiones de violencia»; propuestas que propiciaron una tregua de ETA. En las elecciones autonómicas de octubre de 1998 fue candidato por Guipúzcoa de la plataforma Euskal Herritarrok (EH) impulsada por HB. EH obtuvo los mejores resultados de la izquierda abertzale en diez años, convirtiéndose en la tercera fuerza política del País Vasco y, tras las elecciones forales de 1999, también la tercera en Navarra.
En agosto de 2000 la fiscalía del Tribunal Superior de Justicia del País Vasco presentó una querella contra Otegi por apología del terrorismo a raíz de sus declaraciones en el homenaje a cuatro miembros de ETA fallecidos días antes al explotarles una bomba que trasladaban en un vehículo. Esta denuncia fue finalmente archivada.

### Batasuna
En 2001 HB se refundó en Batasuna, organización de la que fue elegido portavoz. Ese mismo año Otegi comenzó a reunirse en secreto y de manera informal con Jesús Eguiguren, entonces presidente del Partido Socialista de Euskadi (PSE), en el caserío Txillarre de Elgóibar. Estos encuentros, que perdurarían hasta 2006, sirvieron como punto de partida para el fallido proceso de paz con ETA del Gobierno socialista de Rodríguez Zapatero.
Batasuna fue ilegalizada en 2003 en virtud de la Ley de Partidos recién aprobada; sin embargo esto no le impidió continuar participando en actos públicos, ya que en España la ilegalización de un partido político no supone la supresión de los derechos individuales de sus miembros. En noviembre de 2004 Otegi participó en un acto de Batasuna en el velódromo de Anoeta donde propuso la creación de unas «mesas de diálogo» para solucionar el conflicto vasco. Estas declaraciones generaron una gran polémica y comenzó a hablarse de unas posibles negociaciones del Gobierno español con ETA.

### Procesos judiciales
El 26 de mayo de 2005, en pleno debate sobre la negociación del Gobierno con ETA, Otegi ingresó en prisión preventiva acusado de un delito de pertenencia a banda armada por el caso de las herriko tabernas. Dos días después abandonó la cárcel tras depositar una fianza de 400.000 euros.
En noviembre de 2005 fue condenado por el Tribunal Supremo a un año de cárcel por injurias a la Corona, debido a unas declaraciones que había realizado en 2003 y por las que había sido absuelto en marzo. Durante una visita de Juan Carlos I a Vizcaya, días después del arresto de diez trabajadores del diario Euskaldunon Egunkaria, Otegi había declarado que «el rey de España es el jefe supremo del Ejército español, es decir, el responsable de los torturadores y el que protege la tortura e impone su régimen monárquico a nuestro pueblo por medio de la tortura y la violencia». La ejecución de la pena fue suspendida en 2006 por el Tribunal Superior de Justicia del País Vasco.
El 29 de marzo de 2006 el juez Fernando Grande-Marlaska ordenó su ingreso en prisión, acusado de inducir más de cien actos violentos en una huelga celebrada en el País Vasco y Navarra el día 9 de ese mismo mes. Salió a los pocos días de la cárcel tras depositar 250.000 euros de fianza.
El 27 de abril de 2006 fue condenado a quince meses de prisión por la Audiencia Nacional, por enaltecimiento del terrorismo, debido a su participación en el homenaje al histórico miembro de ETA José Miguel Beñarán, Argala, en diciembre de 2003. La sentencia fue recurrida, lo que evitó su ingreso en prisión hasta la resolución del recurso.
Entre el 20 de septiembre y el 10 de noviembre de 2006, mientras el Gobierno español negociaba con ETA en Ginebra (Suiza) y Oslo (Noruega), paralelamente Arnaldo Otegi y Rufi Etxeberria, en representación de la ilegalizada Batasuna, se reunieron con regularidad en el Santuario de Loyola con Jesús Eguiguren y Rodolfo Ares, por el Partido Socialista de Euskadi (PSE), y con Josu Jon Imaz e Iñigo Urkullu, por el Partido Nacionalista Vasco (PNV), con el fin de alcanzar un preacuerdo político que impulsara el proceso de paz. Sin embargo, estas negociaciones no prosperaron.
En marzo de 2007 Otegi fue absuelto de un delito de apología del terrorismo, al retirar la acusación el fiscal de la Audiencia Nacional, después de que el Tribunal Supremo ordenara la anulación de una condena impuesta por el Tribunal Superior de Justicia del País Vasco y la repetición del juicio, por su participación en el entierro en 2001 de la presunta militante de ETA Olaia Castresana.
El 8 de junio de 2007 ingresó en la prisión de Martutene para cumplir la condena por el homenaje a Argala tras la confirmación de la misma por el Tribunal Supremo. Salió de la cárcel el 30 de agosto de 2008 manifestando que apostaba por el «diálogo y la negociación» para solventar el «conflicto vasco». Durante su reclusión no hubo movilizaciones significativas para reclamar su puesta en libertad. Otegi había hecho una vida discreta en la cárcel y se había dedicado a aprender inglés, manteniendo distancias con la estrategia de la dirección de ETA. Según Luis Rodríguez Aizpeolea, analista del diario El País, el atentado de la T4, que supuso la ruptura de la vía dialogada con el Gobierno, marcó el punto de inflexión en la relación de Otegi con ETA, dando por agotada la vía de la violencia y mostrándose muy crítico desde la cárcel con el asesinato de Isaías Carrasco. Otegi ya habría iniciado su crítica a las armas tiempo antes con un análisis del contexto vasco e internacional, pero a partir del atentado comenzaría a apostar por la nueva estrategia de acumulación de las fuerzas independentistas en torno al denominado «polo soberanista», que se materializaría en 2011 en la coalición electoral Bildu.
En enero de 2009 el Tribunal Superior de Justicia del País Vasco archivó la causa abierta entre otros a Otegi y a los lendakaris Patxi López (PSE) y Juan José Ibarretxe (PNV), por reunirse en 2006 y 2007; pero en marzo de ese mismo año fue acusado de enaltecimiento del terrorismo por su participación en el acto político de 2004 en el velódromo de Anoeta.

### Caso Bateragune
El 13 de octubre de 2009, Otegi fue nuevamente detenido junto con el exsecretario general del sindicato LAB Rafael Díez Usabiaga y otros referentes de la izquierda abertzale, siendo imputados en el «caso Bateragune» por intentar reorganizar la cúpula directiva de Batasuna. Estas detenciones generaron una de las mayores concentraciones de protesta de aquellos años en el País Vasco, que fue convocada por la mayoría sindical vasca y respaldada por todos los partidos nacionalistas. A su vez, la izquierda abertzale hizo público un documento de debate interno elaborado por los detenidos que apostaba por «la utilización de vías exclusivamente políticas y pacíficas». En prisión, Otegi comenzó una huelga de hambre en enero de 2010.
En espera de la causa por la que fue detenido, también se le juzgó por enaltecimiento del terrorismo por su participación en 2005 en un acto de homenaje a José María Sagardui, Gatza, el preso de ETA que más tiempo llevaba encarcelado. La Audiencia Nacional le condenó a dos años de cárcel y dieciséis de inhabilitación en marzo de 2010; si bien dicha sentencia fue anulada por el Tribunal Supremo en febrero de 2011, ordenando repetir el juicio con unos magistrados diferentes al apreciar «un prejuicio acerca de la culpabilidad» de Otegi. Unos meses antes, en diciembre de 2010, la Audiencia Nacional le absolvió de un delito similar por su participación en el acto político de Anoeta de 2004 al considerar que no ensalzó a ETA, sino que defendió «la conveniencia y necesidad de un proceso de diálogo y negociación para la resolución del conflicto de manera pacífica y democrática».
A mediados de marzo de 2011, el Tribunal Europeo de Derechos Humanos condenó al Estado español a pagar la suma de 20.000 euros en concepto de daños morales por «vulnerar la libertad de expresión de Otegi» en el caso de las «injurias al Rey». En julio de ese año la Audiencia Nacional le absolvió del delito de enaltecimiento del terrorismo por el homenaje a Sagardui, tras repetirse el juicio en otra sala. Otegi aseguró que en sus mítines nunca había llamado «a la acción violenta».
En septiembre de 2011 la Audiencia Nacional condenó a Otegi y a Díez Usabiaga a diez años de prisión y a diez años de pena de inhabilitación para ocupar cargos públicos por «pertenecer a ETA en grado de dirigentes» a través del órgano de coordinación denominado Bateragune ('punto de encuentro'). Durante el juicio, Otegi rechazó rotundamente la violencia de ETA, organización que ya en enero había declarado un alto el fuego «permanente, general y verificable» y que en octubre anunció el «cese definitivo de la actividad armada».
Posteriormente, en mayo de 2012, la condena de prisión les sería rebajada por el Tribunal Supremo a seis años y medio, al considerar que no había ningún argumento sólido para considerarlos dirigentes de dicha organización y descartar su participación en Bateragune, órgano vinculado a Ekin. Si bien, estimó acreditado que formaban parte de ETA y seguían sus directrices para diseñar una estrategia de acumulación de fuerzas soberanistas. Por ese mismo motivo también vieron ratificada su condena, con cierta reducción de la pena, los otros tres encausados. La sentencia no fue unánime y dos de los cinco magistrados emitieron sendos votos particulares, uno partidario de la libre absolución y otro de la anulación del juicio. El denominado «caso Bateragune» suscitó diversas críticas de los partidos políticos vascos, a excepción de PP y UPyD.
El 21 de junio de 2012, en la rueda de prensa celebrada al día siguiente de la legalización de Sortu por el Tribunal Constitucional, el abogado Iñigo Iruin pidió la liberación de Otegi y de los otros cuatro condenados porque, según declaró, «es un hecho notorio que los cinco condenados en el sumario están en el origen de todo el proceso de reflexión del que surge el nuevo proyecto político y organizativo de la izquierda abertzale, que se concretó en Sortu», y anunció la interposición de un recurso de amparo ante el Tribunal Constitucional.
El 14 de octubre de 2012 se le incomunicó, como medida cautelar, después de que se hiciera pública el día anterior una grabación suya en un mitin de Euskal Herria Bildu, en la cual llamaba a «vaciar las cárceles y ocupar las calles para defender nuestros derechos».
Fue elegido secretario general de Sortu tras su congreso fundacional el 23 de febrero de 2013, cargo que quedó vacante mientras permaneció en prisión. En abril de 2013 fue galardonado junto con el entonces presidente del Partido Socialista de Euskadi (PSE) Jesús Eguiguren con el premio Gernika por la Paz y la Reconciliación por «su aportación en la consecución de la Paz en Euskal Herria».
En mayo de 2013 el Tribunal Constitucional admitió a trámite su recurso de amparo por el «caso Bateragune» y en julio de ese año fue excluido por la Audiencia Nacional del juicio sobre la financiación de las herriko tabernas al considerar que ya había sido juzgado y condenado por los delitos a los que se enfrentaba en esta causa. Finalmente, en julio de 2014, el Tribunal Constitucional rechazó su recurso de amparo por siete votos frente a cinco.

### Muestras de apoyo y peticiones de liberación
El 24 de marzo de 2015 fue presentada en el Parlamento Europeo una campaña internacional para reclamar su puesta en libertad, a la que se sumaron destacadas personalidades, como los expresidentes José Mujica (Uruguay), Fernando Lugo (Paraguay) y José Manuel Zelaya (Honduras), los premios nobel de la paz Mairead Maguire, Adolfo Pérez Esquivel y Desmond Tutu, el filósofo Noam Chomsky, el sociólogo James Petras, la ganadora del Premio Pulitzer Alice Walker, la activista afrodescendiente Angela Davis, el escritor y cineasta Tariq Ali, el oscarizado actor Haskell Wexler, el exfiscal general de Estados Unidos William Ramsey Clark, los exdirigentes políticos Julio Anguita (IU), Jesús Eguiguren (PSE) y Josep Lluis Carod Rovira (ERC), la secretaria general de Podemos en Andalucía Teresa Rodríguez, la líder de Izquierda Castellana Doris Benegas, los parlamentarios Joan Tardà (ERC) y David Fernàndez (CUP), así como representantes del Bloque Nacionalista Galego y eurodiputados de IU como Marina Albiol, de Syriza como Dimitrios Papadimoulis, del Bloque de Izquierda portugués como Marisa Matías, del Die Linke alemán, del Partido de la Izquierda sueco o del Partido Nacional Escocés. Incluso Baltasar Garzón, el juez que le envió a prisión por el «caso Bateragune», se mostró favorable a su excarcelación.
Asimismo el 17 de octubre de 2015 varios miles de personas secundaron una manifestación en San Sebastián para exigir la libertad de Otegi y Díez Usabiaga tras la excarcelación de los otros tres condenados por el «caso Bateragune». El 26 de noviembre el Parlamento Vasco se pronunció en este mismo sentido con los votos a favor de PNV y EH Bildu.
El 1 de marzo de 2016 Otegi salió de la prisión de Logroño tras cumplir íntegramente la pena de prisión de su condena. En junio del mismo año, el Ministerio del Interior francés anuló la orden de expulsión que le impuso en 1984.

### Euskal Herria Bildu
Tras su salida de prisión, Euskal Herria Bildu (EH Bildu) designó a Otegi como su candidato a la presidencia del Gobierno Vasco para las elecciones autonómicas de 2016, después de que así lo decidieran las bases de la coalición. El 24 de agosto de dicho año la Junta Electoral Provincial de Guipúzcoa determinó que no podía ser candidato por estar inhabilitado para sufragio pasivo como parte de su condena. Esta decisión, posteriormente avalada por el Tribunal Constitucional al no admitir su recurso de amparo, fue bien acogida por la Asociación Víctimas del Terrorismo y criticada por formaciones políticas como Unidos Podemos, PNV, ERC y PDeCAT.
El 17 de junio de 2017 fue elegido coordinador general de EH Bildu en su congreso de refundación, para lo cual abandonó la secretaría general de Sortu.

### Anulación de la sentencia del caso Bateragune
El 6 de noviembre de 2018 el Tribunal Europeo de Derechos Humanos sentenció que el juicio realizado en el denominado «caso Bateragune» por el que fue condenado por terrorismo no había sido justo por la falta de imparcialidad de la magistrada que presidía el tribunal de la Audiencia Nacional, en tanto que había un precedente en el que «empleó expresiones que implicaban que ella ya se había formado una opinión desfavorable» acerca de la culpabilidad de Otegi. En diciembre el Tribunal Constitucional admitió a trámite un recurso de amparo contra su inhabilitación.
El 27 de julio de 2020 el Tribunal Supremo anuló la sentencia del caso Bateragune, tras asumir el fallo del Tribunal de Derechos Humanos de Estrasburgo. Con esta resolución quedó anulada también la condena a seis años y medio de inhabilitación que recaía sobre Otegi.
El 14 de diciembre de ese mismo año el Tribunal Supremo ordenó la repetición del juicio al considerar que la anulación de la sentencia dejaba los hechos sin juzgar ya que la sentencia del Tribunal Europeo de Derechos Humanos no entraba a valorar los hechos que se juzgaron. El Tribunal Constitucional, tras suspender cautelarmente dicha decisión, finalmente la anuló el 17 de enero de 2024 al considerar que incurría en una "desproporción manifiesta" por vulnerar el principio de non bis in idem, que prohíbe juzgar dos veces a una misma persona por los mismos hechos.

## Libros sobre Otegi
- En 2005, Iñaki Iriondo y Ramón Sola, periodistas del diario Gara, publicaron Mañana, Euskal Herria. Entrevista con Arnaldo Otegi.
- En 2012, el periodista Fermín Munarriz publicó El tiempo de las luces. Entrevista con Arnaldo Otegi.[12]
- En 2012, Mariano Alonso y Luis F. Quintero, periodistas de Libertad Digital, publicaron Otegi, el hombre nuevo, editado por Sepha.[79]
- En 2015, el periodista Antoni Batista publicó Otegi, la fuerza de la paz, editado por La Campana.[80]
- En 2024, Mariano Alonso, periodista de ABC, y Luis F. Quintero, publicaron Otegi, la última bala de ETA, editado por Plaza & Janés.[81]